# Кравейринья, Жозе
Жозе Кравейринья (порт. José João Craveirinha, 28 мая 1922, Лоуренсу Маркиш (в настоящее время — Мапуту) — 6 февраля 2003, Йоханнесбург) — мозамбикский поэт.

## Биография
Отец — португалец, мать — из народа ронга. Занимался спортом, был тренером, среди его воспитанников — единственная олимпийская чемпионка в истории Мозамбика Мария Мутола. Активно работал как журналист, часто печатался под псевдонимами. Свою политическую деятельность начинал в Африканской ассоциации Лоренсу-Маркиша, стал её председателем. Член национально-освободительного движения ФРЕЛИМО, был арестован португальской тайной полицией ПИДЕ, заключён в одиночную камеру (1965—1969) через год после публикации своего первого сборника стихов. После деколонизации и прихода к власти ФРЕЛИМО назначен заместителем директора национального информационного агентства. Стал первым президентом генеральной ассамблеи Ассоциации писателей Мозамбика (1982—1987).
Его сын Стелиу — спортсмен, выступал на Олимпиаде-1980 в Москве, впоследствии работал тренером.

## Книги
- Xigubo. Lisboa, Casa dos Estudantes do Império, 1964 (2.ª ed. Maputo, Instituto Nacional do Livro e do Disco, 1980)
- Cantico a un dio di Catrame. Milão, Lerici, 1966 (на итал. и порт. яз.)
- Karingana ua karingana. Lourenço Marques, Académica, 1974 (2.ª ed., Maputo, Instituto Nacional do Livro e do Disco, 1982)
- Одиночка/ Cela 1. Maputo, Instituto Nacional do Livro e do Disco, 1980
- Maria. Lisboa, África Literatura Arte e Cultura, 1988
- Babalaze das Hienas. Maputo: AEMO, 1997
- Hamina e outros contos. Maputo: Njira, 1997
- Poesia Toda. Lissabon, Portugal: Caminho, 2000
- Obra Poética. Maputo: UEM, 2002
- Тюремная лирика/ Poemas da Prisão. Maputo: Njira, 2003
- Любовная лирика/ Poesia Erótica. Maputo: Texto Editores, 2004

## Признание
Премия города Лоуренсу Маркиш (1959). Национальная поэтическая премия Италии (1975). Национальная медаль Мозамбика Начингвеа (1985). Орден Южного Креста (Бразилия, 1990). Премия Камоэнса (1991; первый африканец, удостоенный этой главной награды лузифонной литературы). Премия Ассоциации писателей Мозамбика за жизнь в литературе (1997). Командор ордена Инфанта дона Энрике (1997) и др. награды. В 2003 президент Чиссано причислил Краверинью к национальным героям. В том же году Ассоциацией писателей Мозамбика была учреждена премия имени Жозе Кравейриньи. Стихи Кравейриньи переведены на многие языки мира.

## Публикации на русском языке
- Избранное. М.: Молодая гвардия, 1984